# Parectromoidella
Parectromoidella is een geslacht van vliesvleugeligen uit de familie Encyrtidae. De wetenschappelijke naam van dit geslacht is voor het eerst geldig gepubliceerd in 1915 door Girault.

## Soorten
Het geslacht Parectromoidella omvat de volgende soorten:
- Parectromoidella abnormis (Girault, 1917)
- Parectromoidella acaciae Girault, 1931
- Parectromoidella holbeini (Girault, 1923)
- Parectromoidella laticincta (Girault, 1932)
- Parectromoidella lotae (Girault, 1922)
- Parectromoidella lowelli (Girault, 1922)
- Parectromoidella pacorus (Walker, 1839)
- Parectromoidella regalis (Girault, 1922)
- Parectromoidella thackerayi Girault, 1915